# Église Saint-Nicolas de Bruxelles
Pour les articles homonymes, voir Église Saint-Nicolas.
L'église Saint-Nicolas de Bruxelles (en néerlandais : Sint-Niklaaskerk), construite vers 1125, est l'une des quatre premières églises de la ville de Bruxelles en Belgique et la mieux conservée dans ses développements successifs. Étant voisine du Palais de la Bourse, elle est communément appelée Saint-Nicolas de la Bourse.

## Historique

### Premières églises bruxelloises
- la première fut Saint-Géry, église construite avant 980 sur l'île principale de la Senne. Saint Géry est un des premiers évêques de Cambrai (diocèse dont faisait partie Bruxelles). L'église, maintenant disparue, était située là où furent construites en 1881 les halles Saint-Géry.
- la deuxième, Saint-Michel, fondation canoniale de 1050, fut la première à être érigée en paroisse à Bruxelles. Un document de 1174 qualifie de « chapelles dépendantes de Saint-Michel » les églises de Saint-Géry, Saint-Jacques et Saint-Nicolas. La paroisse deviendra plus tard la cathédrale Saints-Michel-et-Gudule.
- Il est possible que la troisième, celle de l'hospice du coudenberg (fondée au début du XIIe siècle), était à l'origine aussi la chapelle castrale du château du Coudenberg, nouvelle demeure construite par les comtes de Louvain et de Bruxelles. Sa construction est en tout cas contemporaine à celle du château. L'église actuelle de Saint-Jacques-sur-Coudenberg (place Royale) remplaça l'église primitive qui fut rasée en 1776.
- La quatrième est Saint-Nicolas-au-Marché construite vers 1125.

### Origine de l'église Saint-Nicolas
Proche de la Senne Saint-Nicolas était l'oratoire du quartier des marchands et de ceux dont les activités dépendaient du petit port fluvial. (Saint Nicolas, évêque de Myre, est le saint patron des marchands). Construite en 1125, l'église était toujours chapelle dépendante de la paroisse Saint-Michel en 1174.

### Brève histoire
- À l'intérieur, le chœur prolonge en oblique la nef centrale. Cela témoigne de l'histoire mouvementée de l'édifice.
- De l'église romane (XIIe siècle), il reste quelques vestiges dans le porche d'entrée, découverts lors de la reconstruction de la façade en 1956. Ce bâtiment roman était muni d'un avant-corps en forme de tour, dont il est fait mention en 1289. Cette tour abritait les cloches de la ville et était donc le beffroi de Bruxelles.
- D'après Anthony Mirelli, l'Église est détruite par une tempête en 1367[1].
- D'après Anthony Mirelli, l'Église est reconstruite en 1380[1].
- Le chœur est ce qui subsiste de plus ancien: il date de 1381.
- La chapelle de Notre-Dame de la Paix, en prolongement du bas-côté gauche de la nef, fut ajoutée en 1486.
- L'église fut endommagée durant les troubles religieux de 1579 qui conduisirent à la séparation des Pays-Bas méridionaux catholiques (et sous domination espagnole) d'avec les Provinces-Unies du nord (protestantes).
- Un siècle plus tard, de nouveaux dégâts furent occasionnés par le Bombardement de Bruxelles de 1695. À cette occasion, la tour fut détruite pour la seconde fois, les cloches à moitié fondues par le feu étant tombées et ayant écrasé les étages inférieurs[2]. Un boulet est depuis encastré dans un pilier de la nef (une petite plaque indiquant l'année 1695 est située juste en dessous)[1].
- Le clocher, incapable de supporter le poids du carillon de treize cloches qu'on venait d'y réinstaller, s'écroula en 1714.
- L'église fut fermée en 1797, puis vendue en 1799. Il fut question de la démolir, mais elle fut rachetée par les anciens maîtres de fabrique, puis rendue au culte en 1804.
- La façade principale fut reconstruite en 1956.
- C'est ici que fut baptisé en 1618 le peintre brabançon, Michael Sweerts.

## Architecture

### Architecture extérieure
À l'ouest, l'église présente une façade tripartirte, édifiée en pierre de Massangis par l'architecte J Rombaux en 1956, et épaulée par de puissants contreforts à redents amortis en bâtière.
La façade est percée en son centre d'un portail de style classique flanqué de part et d'autre de pilastres plats et arrondis dont les pilastres aux chapiteaux ioniques portent un entablement comportant une haute architrave non ornée et une corniche saillante surmontée d'un bas-relief sculpté par J. Lacroix en 1956 représentant une Vierge à l'Enfant (Sedes Sapientiae) entourée de deux anges. L'ange de gauche joue de la harpe et l'ange de droite manie un encensoir.
Le portail est surmonté d'une immense verrière de style ogival et d'une grande horloge dorée, portée par le pignon.
Les façades latérales sont percées de grandes baies ogivales et sont soutenues par des contreforts à redents, sans amortissement en bâtière, contrairement à la façade occidentale. Ces façades sont cachées par des petites maisons adossées contre l'église, dont la maison « de Goude Huyve » de style baroque. Les bras du transept ne dépassent pas le plan des façades latérales : seul le bras septentrional (rue de Tabora) possède un pignon triangulaire.
La croisée du transept est surmontée d'un clocheton carré à abat-sons terminé par un petit bulbe qui porte une boule dorée, la croix en fer forgé et le coq.

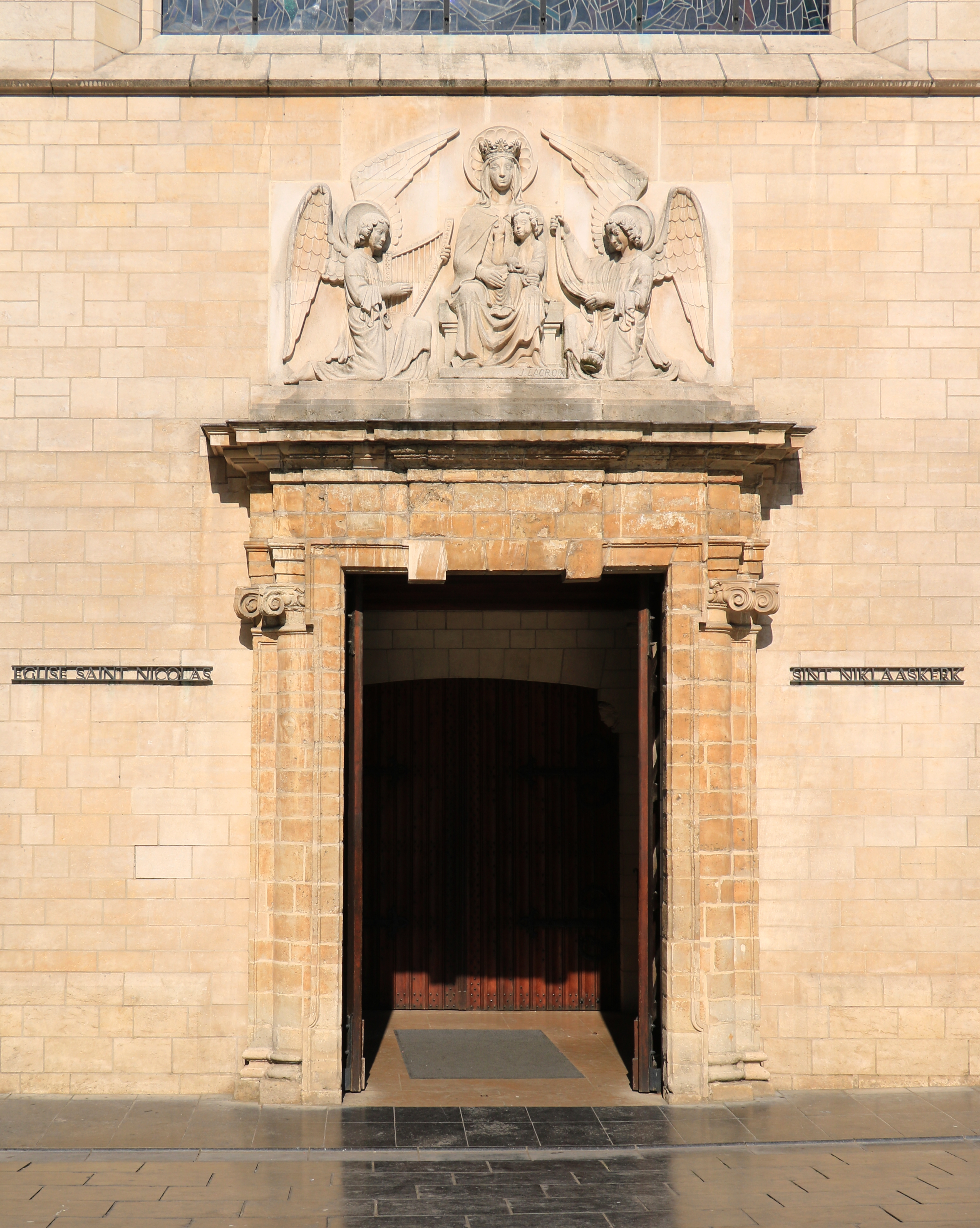
Portail de style classique.
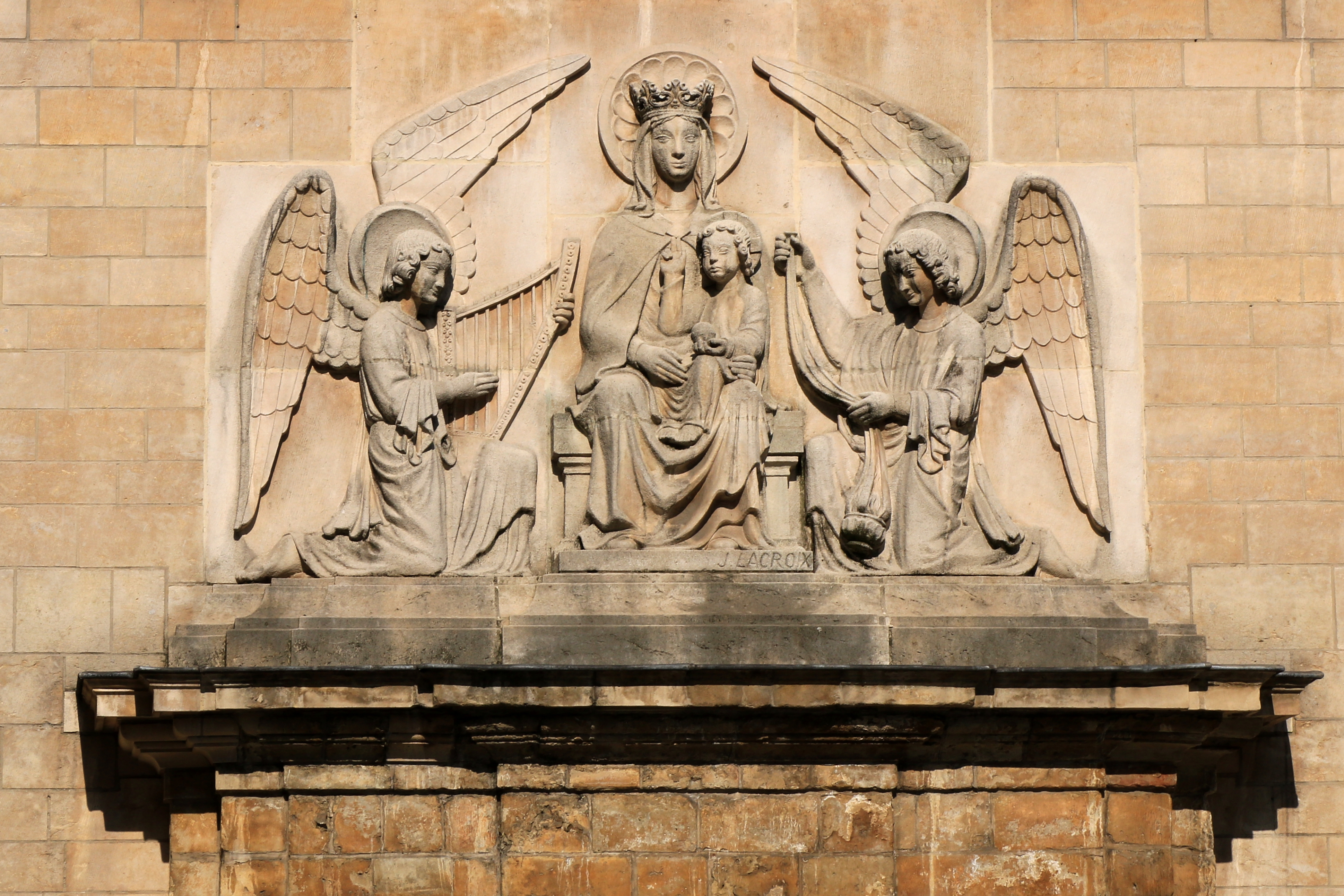
Bas-relief du portail : Vierge à l'Enfant (Sedes Sapientiae).
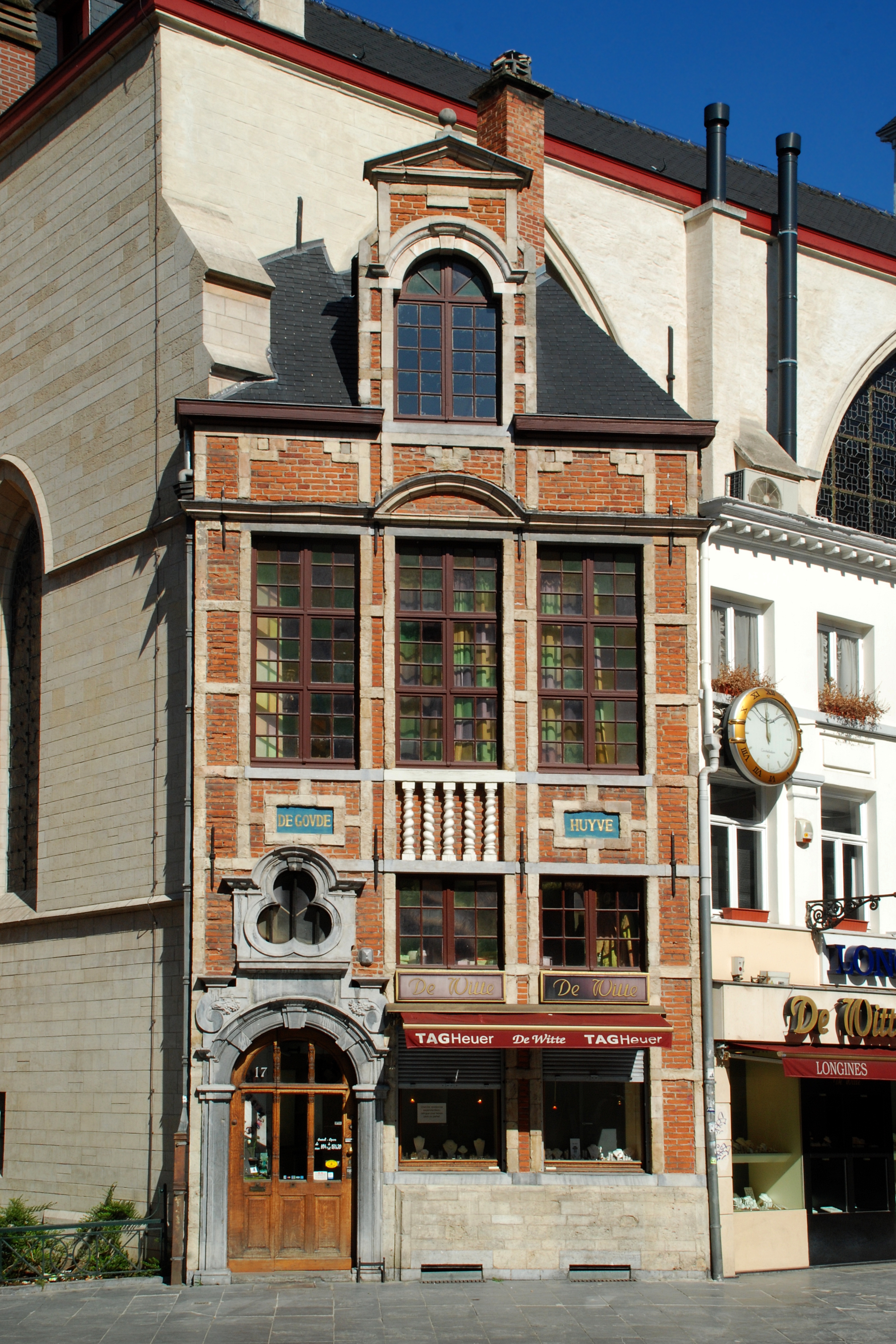
Maison de Goude Huyve.
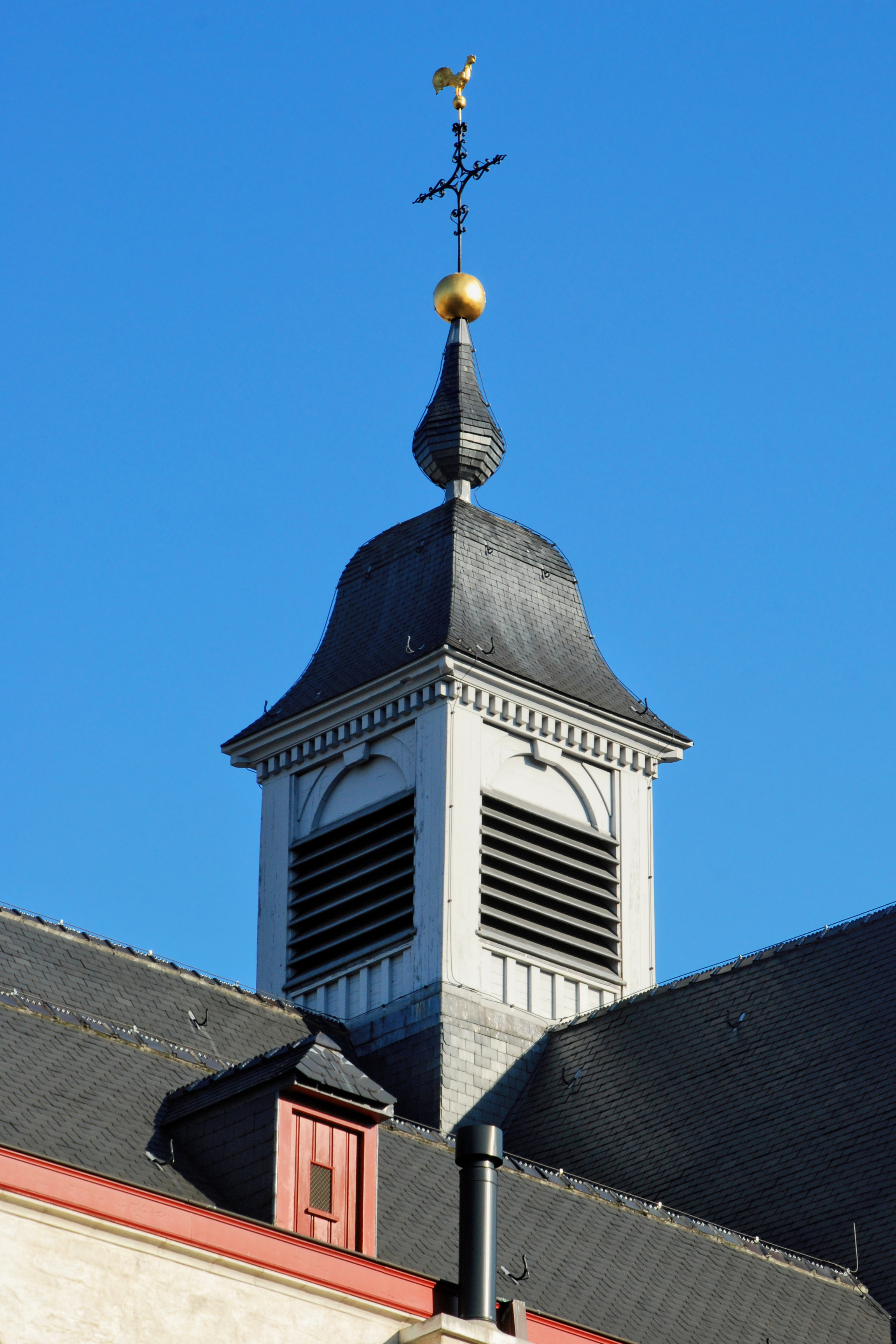
Clocheton à bulbe.

### Architecture intérieure
À l'intérieur, l'église présente des murs, des piliers et des voûtes d'ogive enduits et peints en blanc.
À l'ouest, le fond de l'église est occupé par un imposant jubé porté par des colonnes en pierre bleue non enduite terminées chacune par un chapiteau d'ordre corinthien.
Un boulet de canon, provenant du bombardement de Bruxelles par les troupes françaises de Louis XIV commandées par le maréchal de Villeroy en août 1695, est fiché dans le haut d'un pilier de la nef.
À l'est, le chœur, complètement désaxé, comporte une abside centrale à cinq pans flanquée d'une seule absidiole, à gauche.

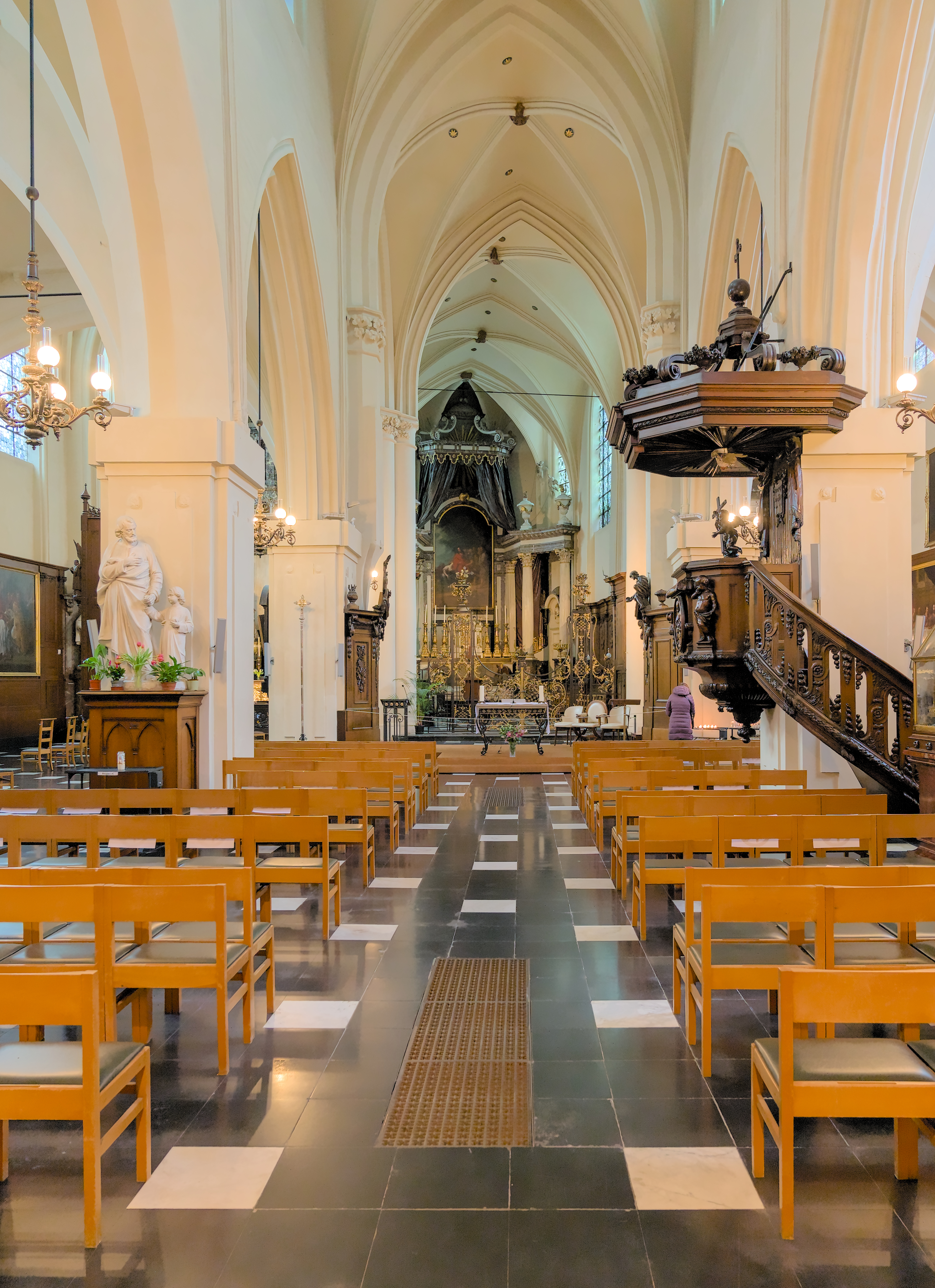
La nef et la chaire de vérité.
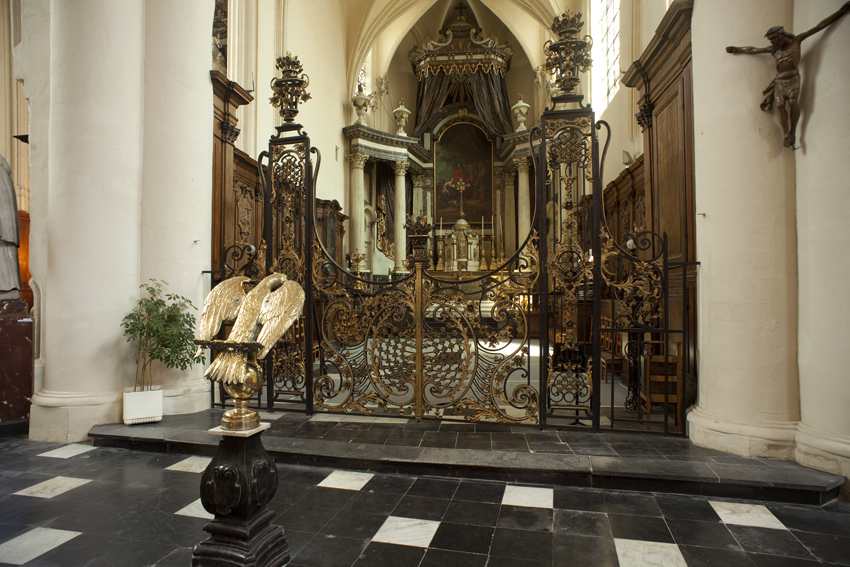
Le chœur.
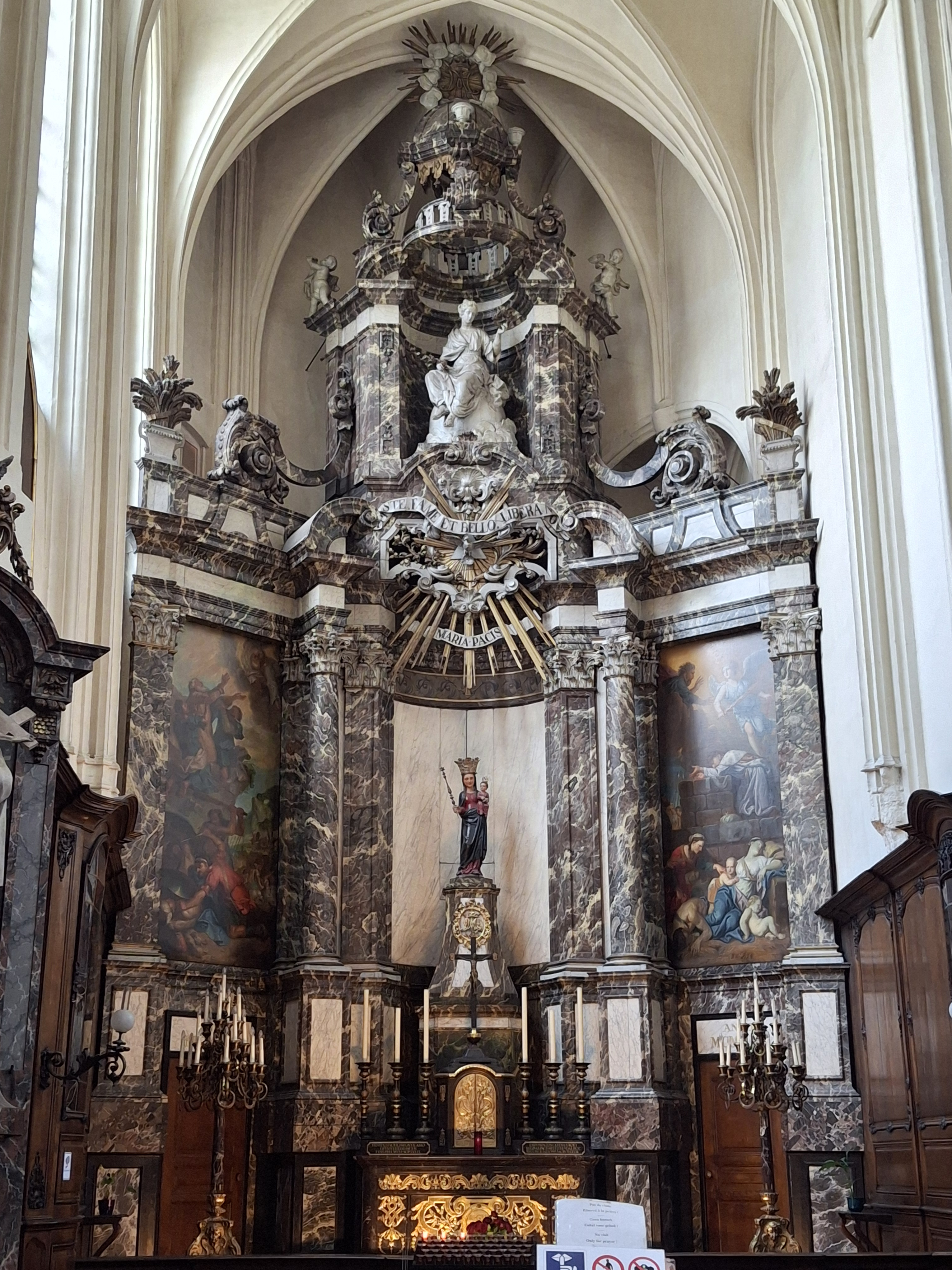
Chapelle Maria Pacis
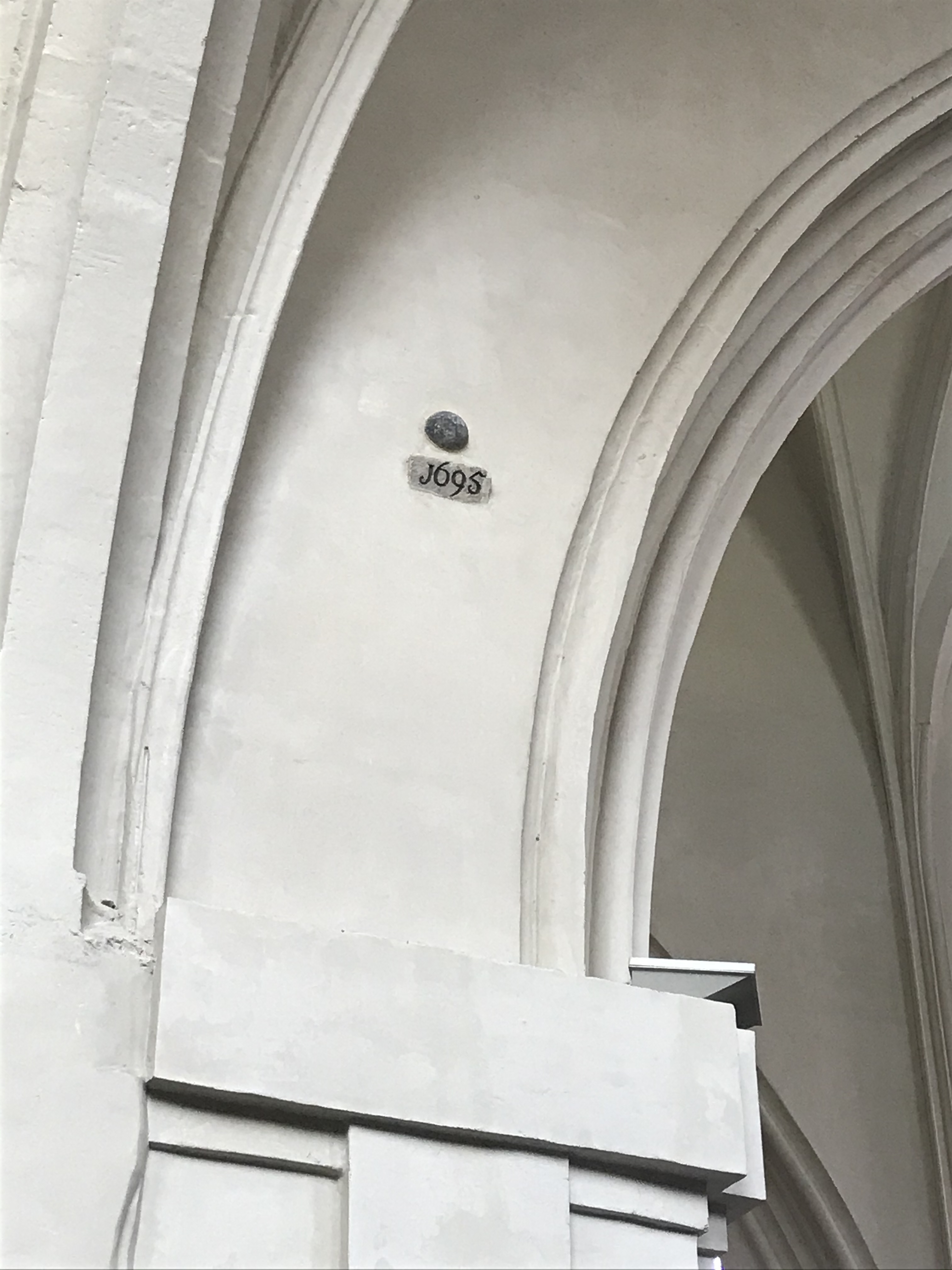
Boulet datant du bombardement de Bruxelles en 1695.
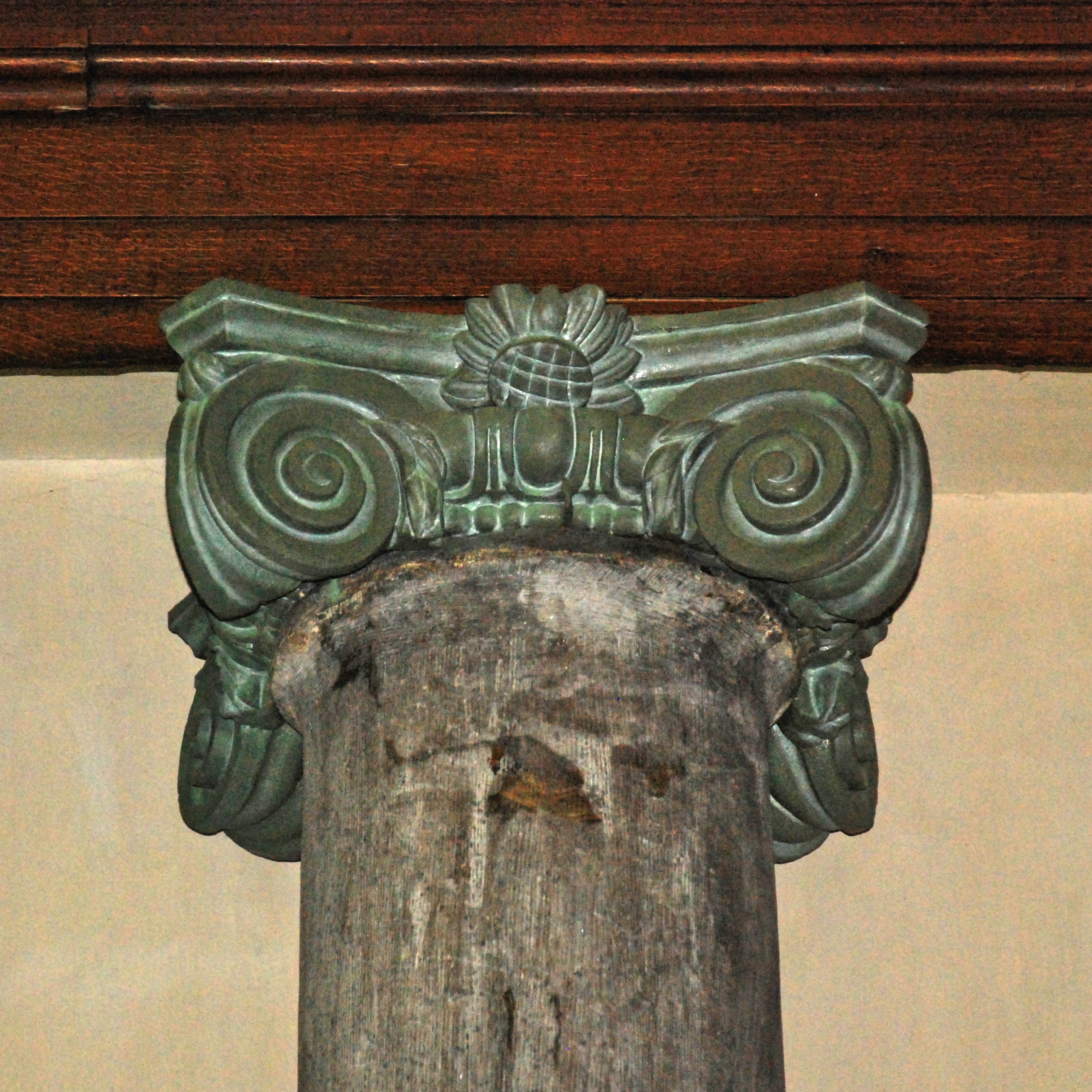
Chapiteau corinthien du jubé.

## Patrimoine

### Châsse des martyrs de Gorcum
En juin 1572 dix-neuf personnes, des prêtres, religieux - dont 11 franciscains - et laïcs catholiques, furent mis à mort à Gorcum (Gorinchem) aux Pays-Bas pour leur foi en la présence réelle du Christ en l'Eucharistie et leur attachement à l'autorité pontificale. Les martyrs de Gorcum furent béatifiés en 1675 et canonisés en 1867 par Pie IX.
Depuis la canonisation des martyrs de Gorcum en juillet 1867, on choisit de célébrer la même année des fêtes en leur honneur en l'église Saint-Nicolas, car cette église se trouvait près de l'endroit où se dressait jusqu'à la révolution française le couvent des  Récollets, auquel plusieurs des martyrs, dont le Bruxellois François de Roye, avaient appartenu. À cette occasion, le cardinal archevêque de Malines offrit à l'église Saint-Nicolas un crâne de martyr, que l'on plaça dans une châsse en compagnie d'autres ossements des mêmes martyrs, envoyés par le couvent des Récollets de Gand. En 1868, on fit fabriquer par un artiste du nom de Höllner une nouvelle châsse en cuivre doré que l'on peut toujours y voir.

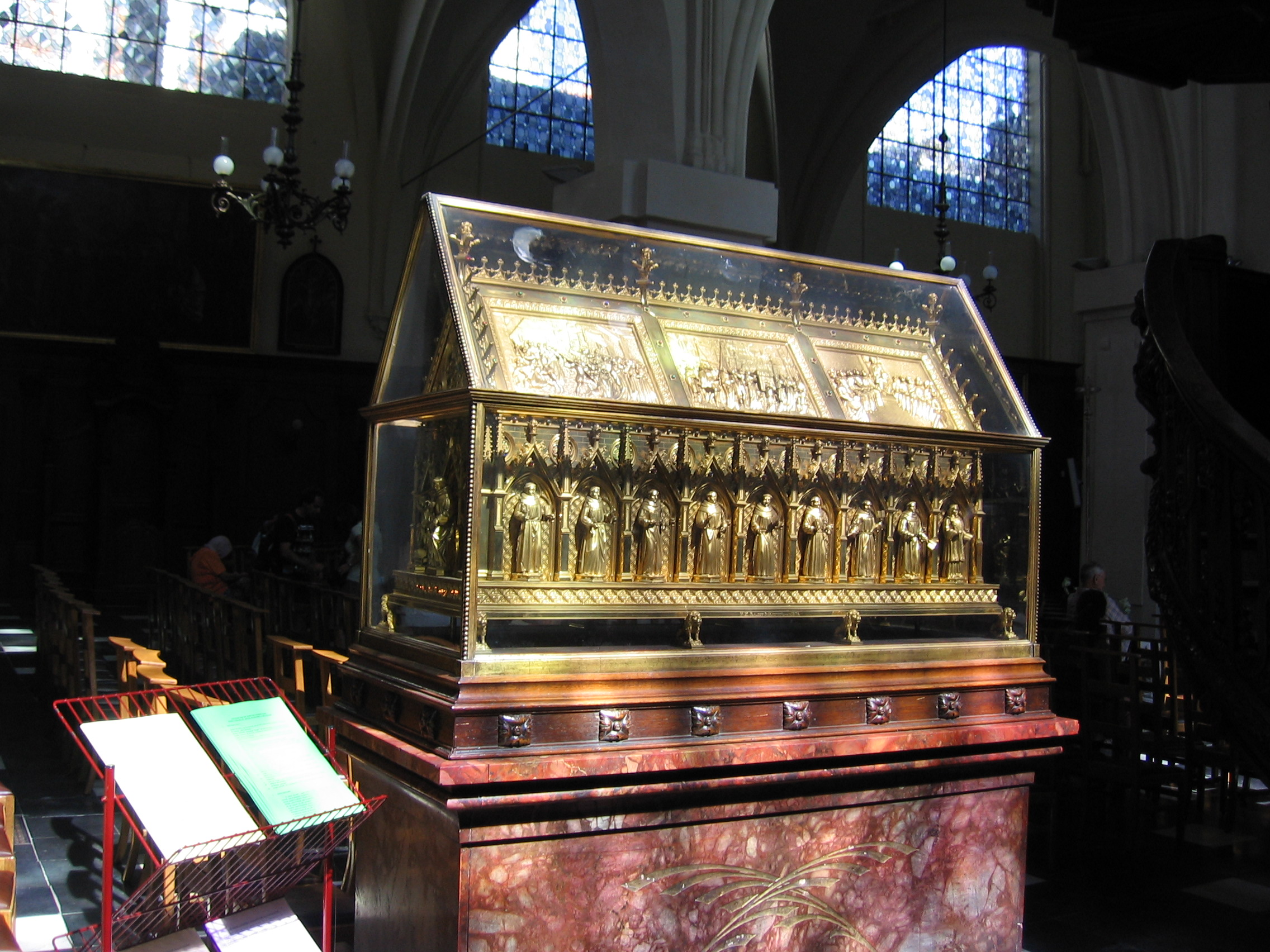
Châsse des reliques des martyrs de Gorcum[8].
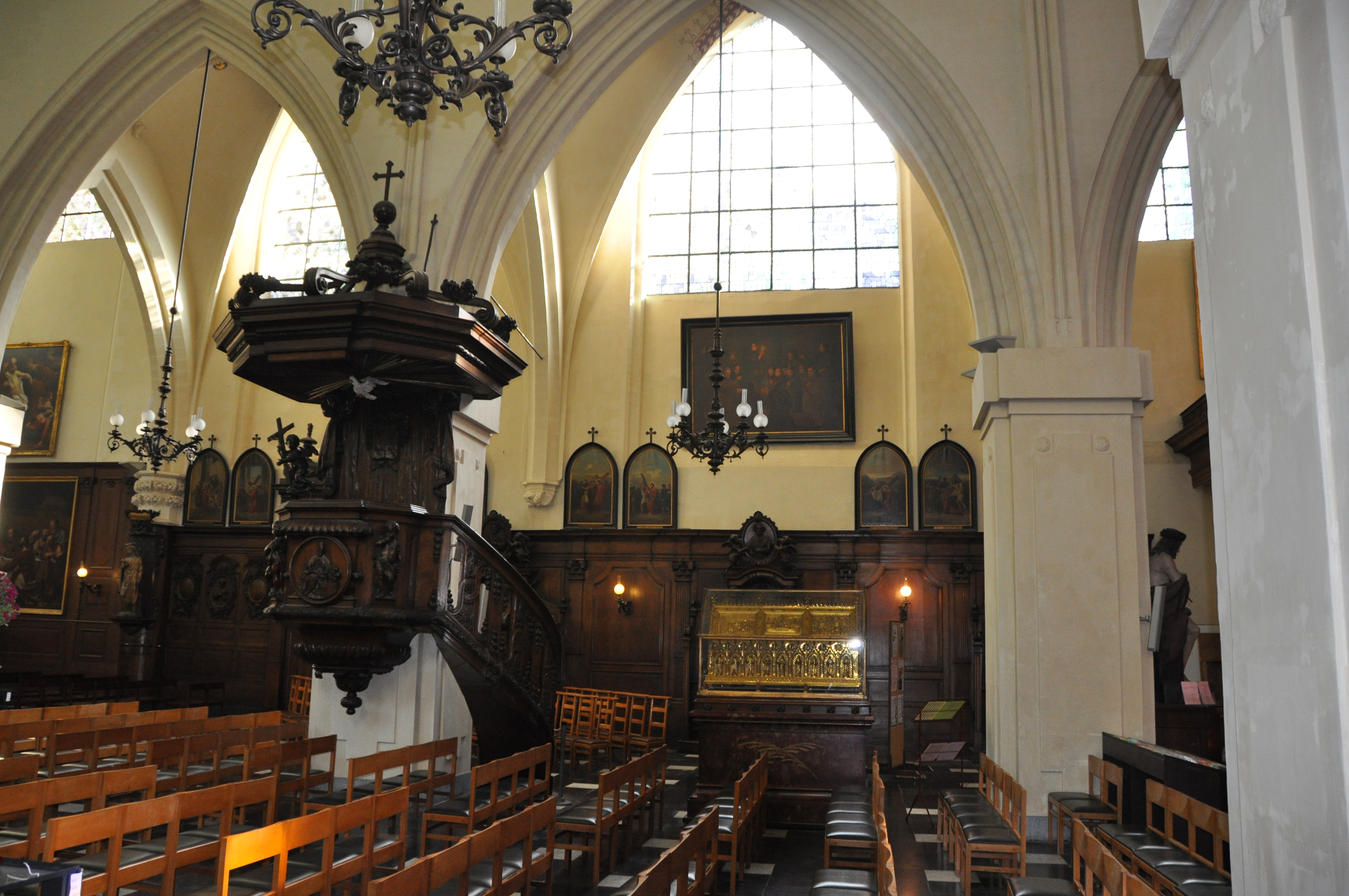
La chaire de vérité, la chasse et le tableau représentant la dernière communion des martyrs de Gorcum. Cette œuvre de Stallaert est exposée en face de la châsse.

### Chaire de vérité et Christ de pitié (Ecce Homo)
La chaire de vérité en style Louis XVI, de la fin du XVIIIe siècle, adossée à une colonne et à laquelle un escalier tournant donne accès, est surmontée d'un abat-voix orné de la représentation du Saint-Esprit entouré de rayons de lumière. Sa cuve est décorée de panneaux sculptés représentant le portrait de Nicolas de Myre ainsi que la légende de la résurrection de trois enfants par le saint.
Sur le pilier de la nef qui précède celui de la chaire de vérité est appuyée une statue représentant le Christ de pitié ou Christ aux liens, assis sur un rocher noir les poignets entravés par une corde, coiffé de la couronne d'épines, habillé d'une tunique rouge et portant le sceptre de roseau. Le pied gauche du Christ est doré et repose sur le socle qui arbore une plaque marque Ecce homo.

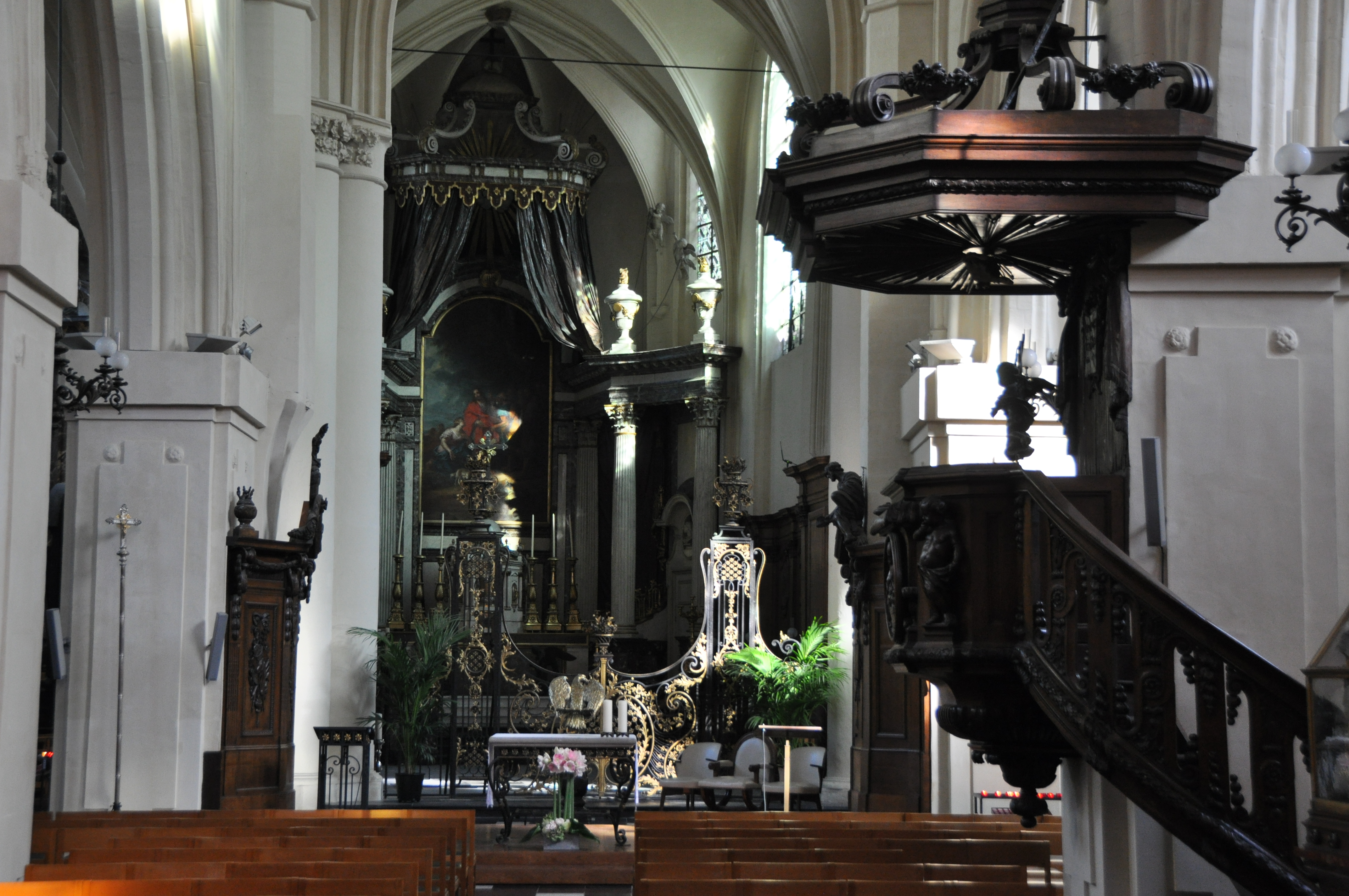
La chaire de vérité (style Louis XVI) et au fond, le Maître autel (style Louis XVI).
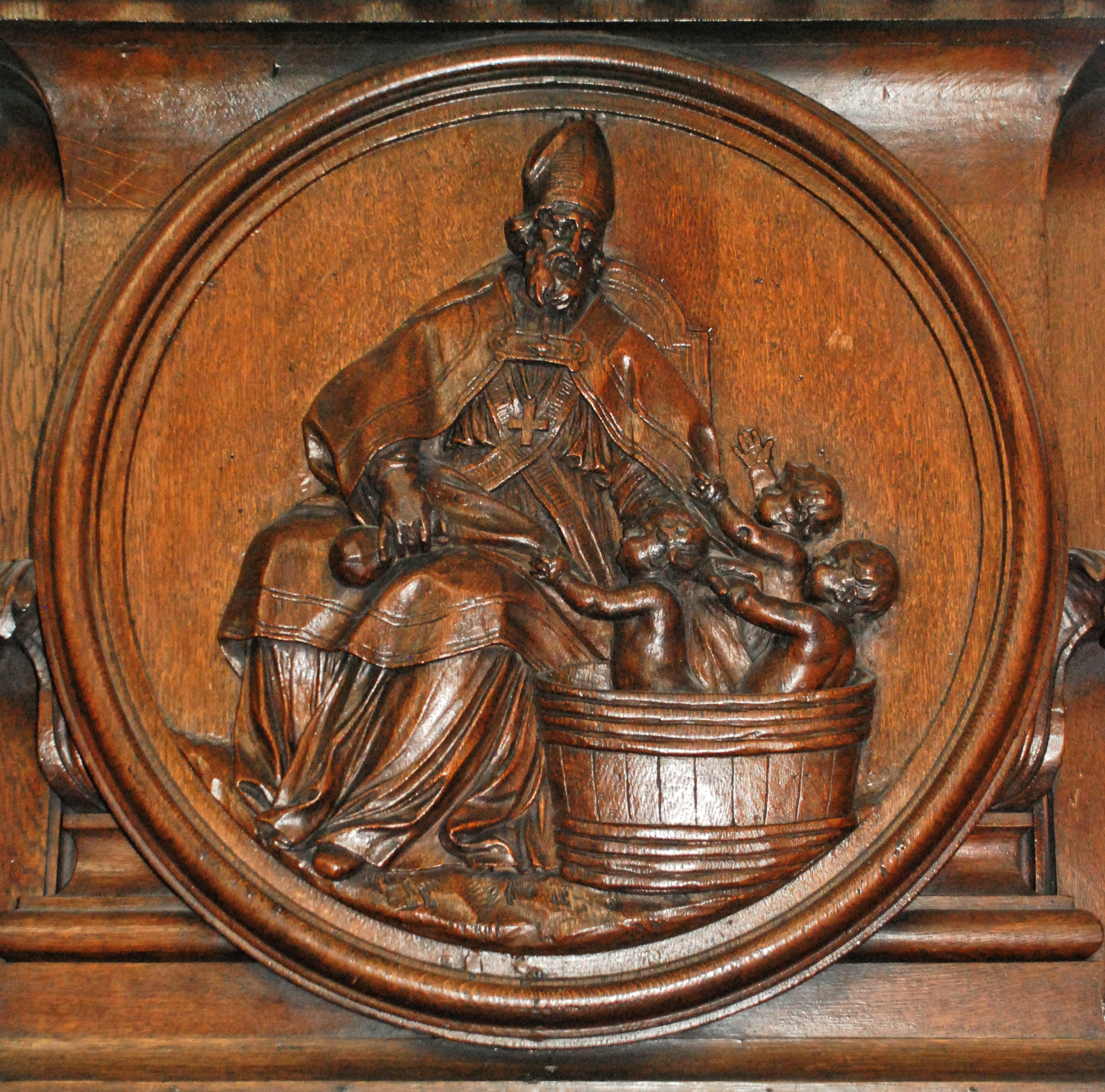
Saint Nicolas et les enfants.
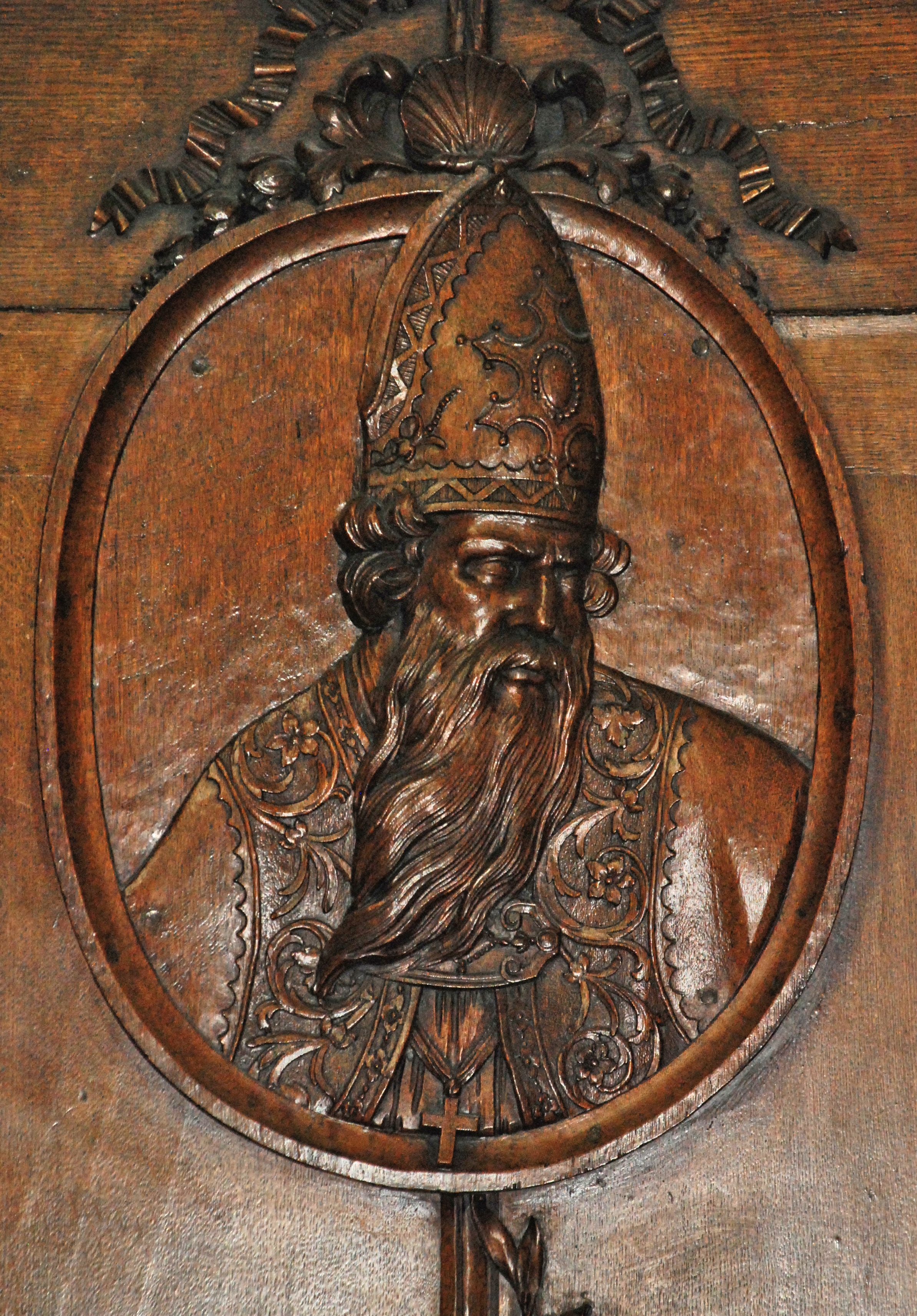
Nicolas de Myre.
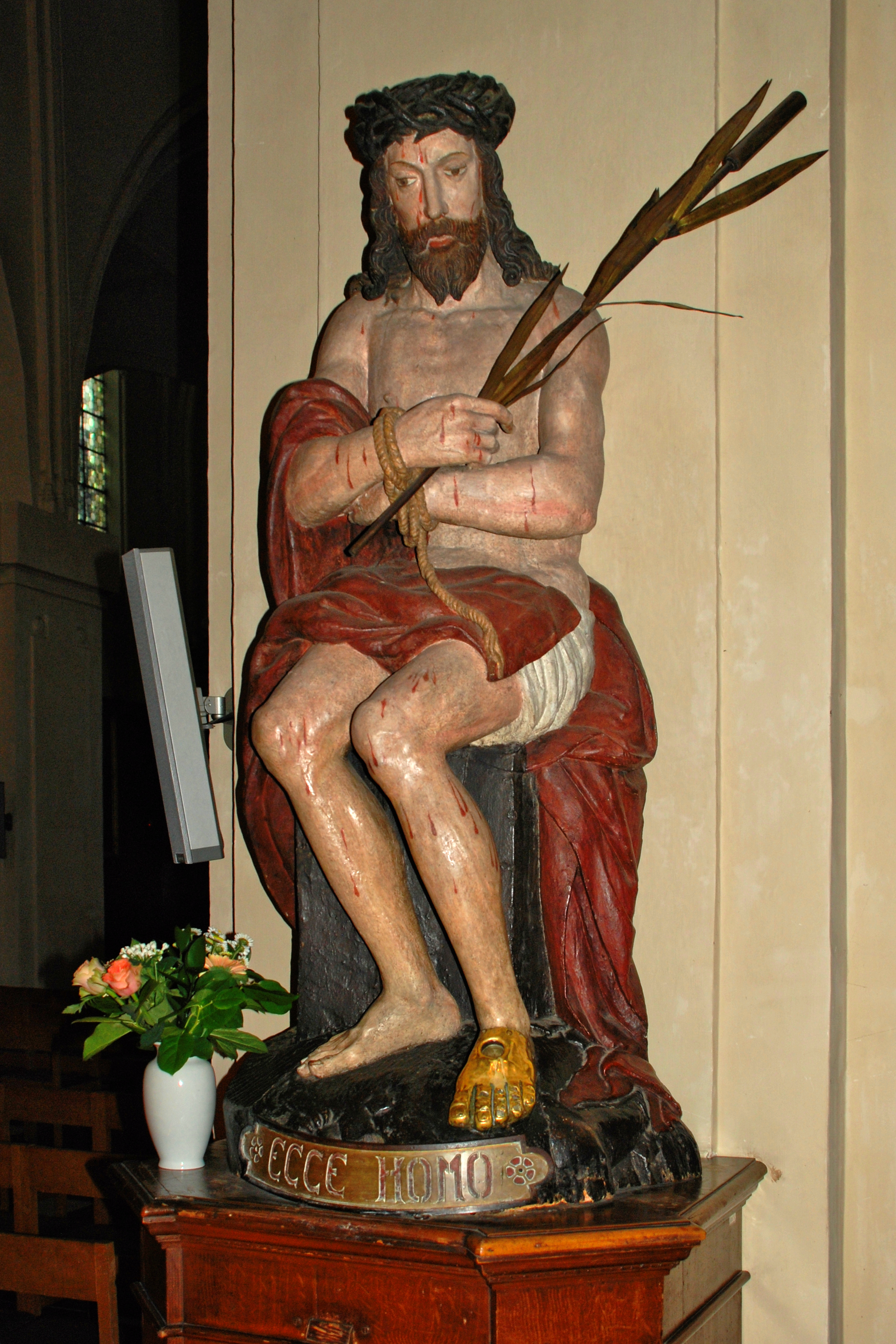
Christ de pitié.
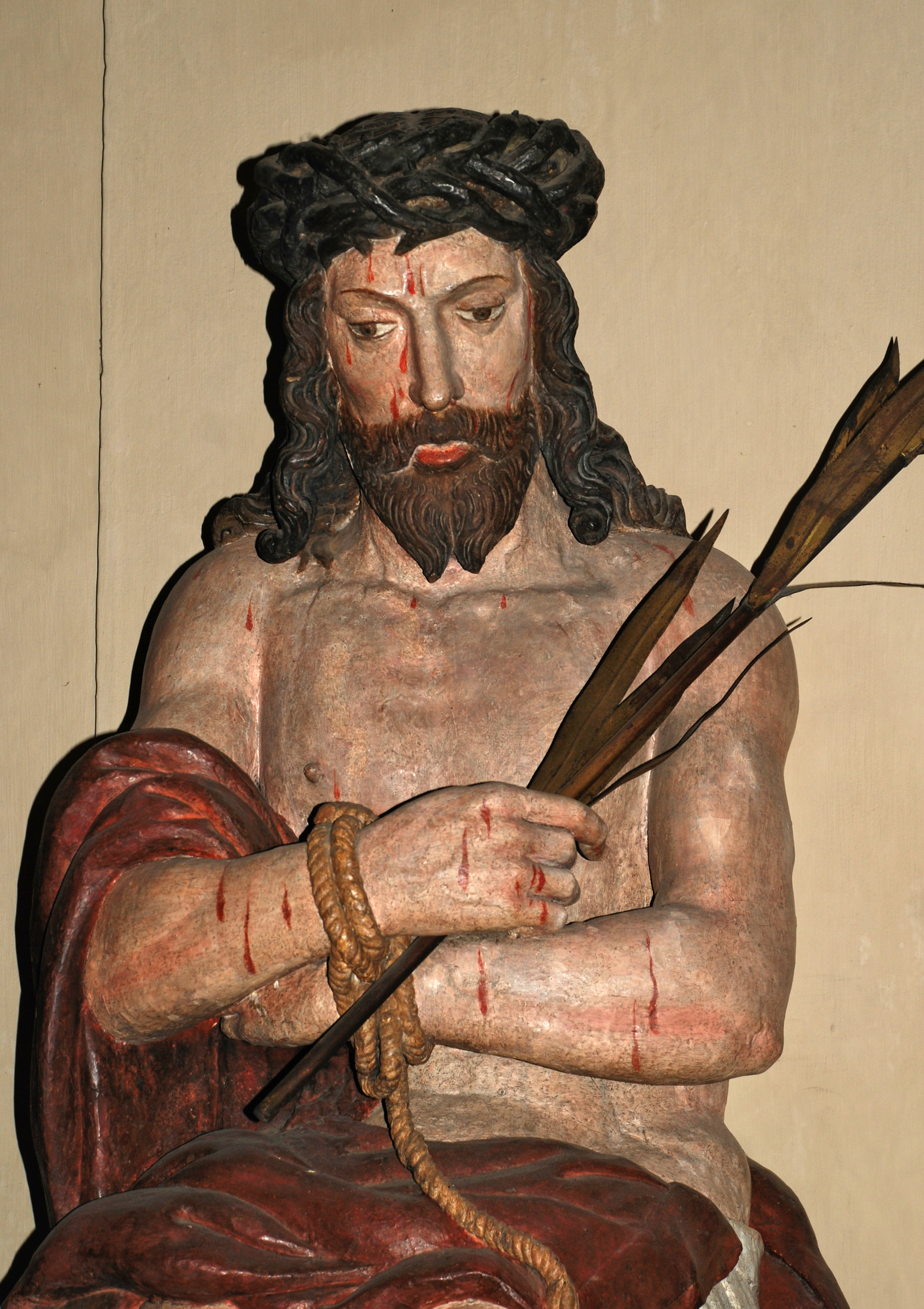
Le Christ.

### Autres trésors artistiques
De nombreux tableaux de maîtres ornent les murs de l'église : une « Vierge à l'enfant » d'un disciple de Pierre Paul Rubens, des œuvres de Jean van Orley (1665-1735), Guillaume Herreyns (1743-1827), G. Kerricks, et d'autres. Les confessionnaux, la grille et les stalles du chœur (XVIIIe siècle) sont d'autres œuvres d'art. L'œuvre la plus récente est une verrière de style moderne - l'Assomption de la Vierge - créée par Guy Chabrol à l'occasion de la restauration de l'église en 1956. Elle est installée au-dessus du portail d'entrée.

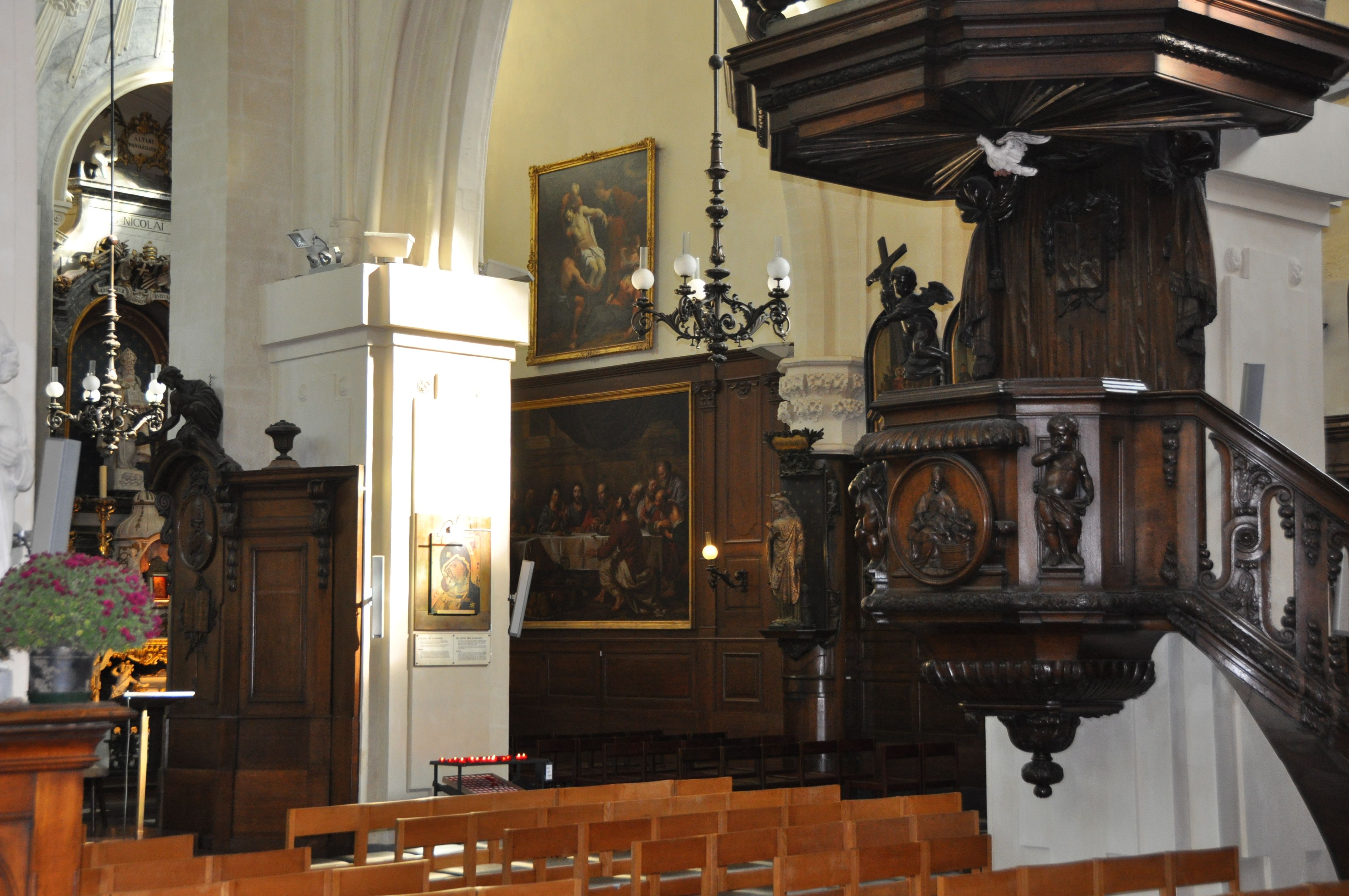
Au centre de l'image, la dernière Cène (Guillaume Herreyns) et, au-dessus, la descente de Croix (Ecole de Carrache)
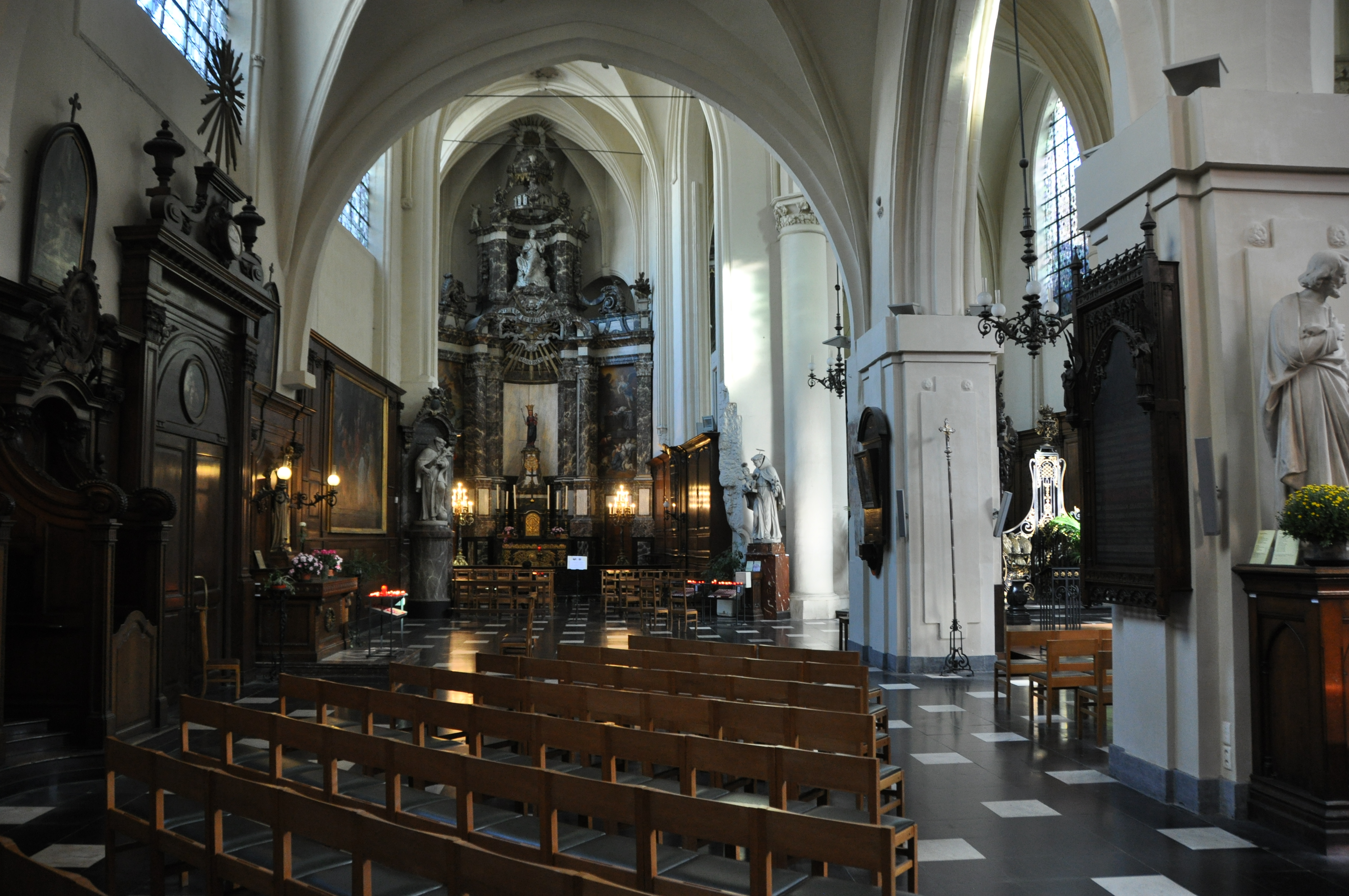
L'autel dédié à N.D. de la Paix, à gauche la Délivrance de St Pierre (Jean Van Orley) à droite la ‘Vierge à l'enfant' d'un disciple de Rubens.

## Personnalités
- Théodore de Sany (1599-1648), carillonneur et artiste peintre. Son Recueil d'hymnes et chansons arrangés pour le carillon de Bruxelles, datant de 1648, était destiné à l'usage de l'église Saint-Nicolas.